# 고조 축구 협회
고조 축구 국가대표팀은 고조섬을 대표하는 축구 국가대표팀이다. 고조 축구 협회는 1936년 창립되었다. 이 팀은 FIFA와 UEFA의 회원국이 아니므로 FIFA 월드컵과 UEFA 유럽 축구 선수권 대회에 참가할 수 없다. NF-보드 시절 VIVA 월드컵에는 2번 참가하여 홈에서 열린 2010년 대회에서 5위를 차지했다. 그리고 1999년 UEFA 레지온컵 예선에도 출전했지만 당시 3전 전패의 처참한 성적으로 결선 진출에 실패했다.